# Charlie Patton
Charlie Patton (1891? – 28. dubna 1934) byl americký bluesový kytarista a zpěvák.
Patří k nejstarším představitelům takzvaného delta blues a byl zřejmě i z části jeho tvůrcem. Navazoval na starší černošskou lidovou hudbu a vytvořil vlastní charakteristický styl, který se dá považovat za základní impuls k pozdějšímu vývoji bluesové hudby. Společně s kytaristou a zpěvákem Blind Lemonem Jeffersonem (který je považován za otce tzv. Texas blues) patří k nejstarším bluesovým hudebníkům, kteří zanechali záznam na gramofonových deskách. Ovlivnil také spoustu hudebníků, kteří přišli po něm, včetně takových veličin jako byli Robert Johnson, Howlin' Wolf nebo Muddy Waters.

## Život
Datum jeho narození nebylo nikdy přesně zjištěno, ale většina pramenů uvádí dobu mezi léty 1887–1891. Vyrůstal jako jedno z dvanácti dětí Billa a Annie Pattonových, kteří měli farmu na jihu státu Mississippi. Jeho otec však na sklonku devatenáctého století získal práci v severní části delty, na farmě Willa Dockeryho. Charlie Patton patří k nejstarším představitelům hudebního stylu jež se nazývá Delta Blues (neboli blues pocházející s regionu mississippské delty). Kdy přesně a za jakých okolností se tento žánr zrodil, dnes už jen těžko zjistíme. Víme ale téměř jistě že místem vzniku této hudby byla právě Dockerryho farma do které se Pattonova rodina přistěhovala. Je třeba zdůraznit že Delta Blues mělo v pozdějších letech rozhodující vliv na Rhythm and blues a Rock, je to tedy lidová nebo pololidová hudba jež posléze ovlivnila celosvětovou populární hudbu. O Pattonových muzikantských začátcích toho víme pramálo. Učil se hrát od kytaristy Henryho Sloana o němž se neví více než to, že patřil ke starší více méně anonymní generaci černošských hudebníků, jejichž jednoduchá hudba nesla již většinu znaků pozdějšího blues. Byla však zřejmě harmonicky a textově jednodušší. Mladý Charlie Patton byl prý Henrymu Sloanovi neustále v patách a naučil se od něj hrát na kytaru. Pattonův otec neschvaloval zájem svého syna o hudbu a jednou prý Charliemu uštědřil výprask. Později se však nechal obměkčit a dokonce synovi pořídil kytaru. U Charlieho se brzy projevil značný hudební talent. Stal se jedním z nejznámějších kytaristů v okolí a byl vítaným hostem na sobotních tancovačkách a hudebních zábavách všeho druhu. Patton byl zřejmě neuvěřitelný bavič, při svých vystoupeních prý vyhazoval kytaru do vzduchu a zase ji chytal, bušil do ní, případně hrál s kytarou za krkem. Jeho široký repertoár obsahoval lidové balady, starší pracovní písně, ragtimy a také blues, to se už stalo jakousi černošskou specialitou. Rozuměli jí pouze černoši a obsahovala spoustu podobenství a narážek, kterým běloši nemohli rozumět. Charlie Patton se sám brzy stal vzorem pro další bluesmany. Byli to například: kytarista Willie Brown, který s Pattonem často hrával na druhou kytaru a účastnil se i jeho nahrávacích frekvencí, Tommy Johnson, který přišel do delty jako dospívající mladík a brzy se naučil hrát blues Pattonovým stylem, Son House mimořádný bluesový kytarista a zpěvák, jenž hrával s Pattonem a Brownem na hudebních zábavách a který se jako jediný nakonec dožil folkového revivalu a v šedesátých letech se vrátil k vystupování a podal řadu svědectví o Pattonově životní pouti. Celý rodokmen pak uzavírá Robert Johnson jenž do sebe vstřebal všechny výše uvedené veličiny a představoval v podstatě prvního moderního bluesmana.

## Blues a víra
Jako většina deltských potulných muzikantů žil dosti divokým životem, k němuž patřilo nadměrné požívaní alkoholu a střídání žen. Cestoval po celé deltě, hrál na mnoha místech a zřejmě žil s mnoha ženami zároveň.S žádnou dlouho nezůstal a všechny postupně opouštěl. Nikde se dlouho nezdržel. Často beze slova sbalil kytaru a prostě odešel. Přesto je zřejmé, že Patton byl silně věřící člověk, že se od mládí věnoval bibli a touží být kazatelem. Opravdu několikrát se v jeho životě stalo, že zavrhl blues, alkohol a ženy a vydal se na cestu víry. Mnohokrát úspěšně kázal slovo boží, ale brzy se zase vracel k divokému bluesovému životu. Zřejmě v něm neustále probíhal vnitřní boj. Věděl že nežije spořádaný život, ale neřesti si odepřít nedokázal a tak dál hrál svoje blues, pil a chodil za holkama. Mimochodem tento vnitřní rozpor byl v té době mezi bluesmany naprosto běžný. Kupříkladu Son House prožíval stejné příklony k víře a návraty do bluesového ovčince a svoje pocity nakonec vyjádřil ve skladbě Preachin' the Blues.

## Tvorba
Jeho tvorbu známe z nahrávek, které pořídil v letech 1929–1934. Není jisté do jaké míry se na nahraných skladbách podílel autorsky. Pravděpodobně se jedná o popěvky,v tehdejších letech rozšířené v mississippské deltě. Přizpůsobil je své interpretaci, rytmickému cítění a do textů začleňoval to, co sám zažil. V jeho písních nacházíme postavy, které Patton osobně znal – Tom Ruchen Blues, události, o kterých se doslechl nebo které se ho přímo týkaly – High Water. Dá se říct, že jeho skladby jsou na půl autorské a na půl lidové. Na živých vystoupeních byl zřejmě schopným improvizátorem. Spojoval písně dohromady, improvizoval texty a vkládal do písní to, co se v daném okamžiku hodilo k pobavení obecenstva. Ve studiu ale dokázal usměrnit a sjednotit svůj repertoár a tak nahrál plno silných textových kompozic, které v sobě nesou klasické znaky bluesových textů – stísňující samota a pocit ztráty, Pea Vine BluesMoon Going Down a blížící se konec Poor MeZa pozornost stojí i jeho vlastní hudební doprovod. Hrál na kytaru v nejrůznějších laděních a používal bottleneck. Jeho kytarové doprovody jsou rytmicky velmi složité a členité. Dnes známe klasickou dvanáctku, tedy dvanáctitaktové blues. Jeho blues většinou mají strukturu třináct a půl taktu. Podle mnoha badatelů to není náhoda ani jeho nedbalost. Podle všeho navazoval na staré rytmické postupy černošského bubnování, jehož tradice sahá až do Afriky. Třináct a půl taktu byla obvyklá struktura písňových slok doprovázená bubnováním. Tato stará hudba se hrála v kraji, ve kterém se on sám narodil a byla zde zaznamenána hudebními vědci ještě v první polovině dvacátého století. Jeho hudba je tedy přímým pojítkem mezi současným blues a starobylým afroamerickým bubnováním. Zvláštní je i jeho zpěv. I ten v sobě nese něco z africké tradice. Zatímco bluesmani s Texasu měli vokální přednes bližší country a swingu, jeho delta blues pracuje s hlasem jako s hudebním nástrojem. Mručí, chraptí, naříká a mění hlas. Často tak vzniká dojem že píseň ve skutečnosti zpívají dva lidé. Jeho desky se na konci dvacátých a ve třicátých letech velice dobře prodávali. Nejúspěšnější byla asi nahrávka Pony Blues. Bez nadsázky je možno konstatovat, že se stal jednou z prvních hvězd amerického gramofonového průmyslu.

## Smrt
Ke konci života žil se ženou jménem Bertha Lee. I když stále žil přelétavým životem, vydrželi spolu v dobrém i ve zlém(často se stávalo že se poprali a byli zavřeni za výtržnost) až do své smrti. Když v roce 1934 polevila hospodářská krize vzpomněl si W.R.Calaway s American Record Company na jeho někdejší komerční úspěch a přizval ho k nahrávání do New Yorku. Patton byl v té době už těžce nemocen, přesto spolu s Berthou Lee nazpívali působivou kolekci bluesových a náboženských písní. Skladby pro tuto nahrávku vybral zřejmě Charlie Patton sám, protože většina z nich pojednává o blížícím se konci. Ve skladbě Poor Me zpívá o tom jak se dívá na svou Berthu Lee z onoho světa, v tradičním spirituálu Oh Death opakuje „bože vím že můj čas se krátí“ v 34 Blues prosí „bože nech mě spatřit nový rok…“ Krátce po tomto nahrávání, 28. dubna 1934 zemřel na srdeční chorobu. Zájem o jeho osobu se projevil až v době folkového revivalu, kdy se bluesoví badatelé začali pídit po jeho nahrávkách. Poslech jeho desek může být pro necvičené ucho tvrdým oříškem. Jednak pro často naprosto katastrofální kvalitu zvuku a také díky výše zmíněným výstřednostem interpreta. Jeho vliv a přínos v historii blues by však neměl být opomíjen. Bez něj by dnes blues nebylo tím čím je.

## Diskografie

### 1929, Richmond
- Mississippi Boweavil Blues
- Screamin' And Hollerin' The Blues
- Down The Dirt Road Blues
- Banty Rooster Blues
- Pea Vine Blues
- It Won't Be Long
- Tom Rushen Blues
- A Spoonful Blues
- Shake It And Break It (But Don't Let It Fall Mama
- Prayer Of Death Part 1 & 2
- Lord I'm Discouraged
- I'm Goin' Home

### 1929, Grafton
- Going To Move To Alabama
- Elder Greene Blues
- Circle Round The Moon
- Devil Sent The Rain Blues
- Mean Black Cat Blues
- Frankie And Albert
- Some These Days I'll Be Gone
- Green River Blues
- Hammer Blues
- Magnolia Blues
- When Your Way Gets Dark
- Heart Like Railroad Steel
- Some Happy Day
- You're Gonna Need Somebody When You Die
- Jim Lee Blues Part 1
- Jim Lee Blues Part 2
- High Water Everywhere Part 1
- High Water Everywhere Part 2
- Jesus Is A Dying-Bed Maker
- I Shall Not Be Moved
- Rattlesnake Blues
- Running Wild Blues
- Joe Kirby
- Mean Black Moan
- Farrell Blues
- Come Back Corrina
- Tell Me Man Blues
- Be True Be True Blues

### 1930, Grafton
- Dry Well Blues
- Some Summer Day
- Moon Going Down
- Bird Nest Bound

### 1934, New York City
- Jersey Bull Blues
- High Sheriff Blues
- Stone Pony Blues
- 34 Blues
- Love My Stuff
- Revenue Man Blues
- Oh Death
- Troubled 'Bout My Mother
- Poor Me
- Hang It On The Wall
- Yellow Bee
- Mind Reader Blues